# Traitors (série télévisée)
Traitors est une série télévisée britannique d'espionnage en six parties de 47 minutes créée par Bathsheba Doran et diffusée entre le 17 février et le 24 mars 2019 sur Channel 4, et à l'international sur Netflix.

## Synopsis
En 1945, à Londres, une jeune femme est séduite par un espion américain. Elle va se lancer à son tour dans l'espionnage en cherchant à démasquer un agent russe au sein du gouvernement britannique alors dirigé par les Travaillistes.

## Distribution
- Emma Appleton (VF : Jessica Monceau) : Feef Symonds
- Michael Stuhlbarg (VF : Pierre-François Pistorio) : Rowe
- Luke Treadaway (VF : Alexis Tomassian) : Hugh Fenton
- Brandon P. Bell (en) (VF : Mike Fédée) : Jackson Cole
- Keeley Hawes (VF : Hélène Bizot) : Priscilla Garrick
- Jamie Blackley (VF : Adrien Larmande) : Freddie Symonds
- Stephen Campbell Moore (VF : Jérémy Prévost) : Phillip Jarvis
- Simon Kunz (VF : Jean-Pascal Quilichini) : Herbert Quick
- Greg McHugh (en) (VF : Georges Caudron) : David Hennessey
- David Hargreaves (en) (VF : Philippe Ariotti) : Martin Garrick
- Matt Lauria (VF : Thomas Roditi) : Peter McCormick (5 épisodes)
- Phoebe Nicholls (VF : Marie-Martine) : Frippy Symonds (5 épisodes)
- Nikhil Parmar (VF : Christophe Desmottes) : Alex Mulligan (5 épisodes)
- Peter Pacey (VF : Achille Orsoni) : Sir William Beaumont (3 épisodes)
- Benjamin Walker (VF : Pierre Tessier) : Jimmy Derby (2 épisodes)
- Edward Bluemel (en) (VF : Arnaud Laurent) : Barrie (2 épisodes)
- Patrick Joseph Byrnes (VF : Patrice Dozier) : Jefferson Maltby (2 épisodes)
- Douggie McMeekin (VF : Grégory Quidel) : Harry Glover (épisode 1)
- Andrew Byron (VF : Grégory Kristoforoff) : Aide Russe (épisode 3)
- Bijan Daneshmand (en) (VF : Omar Yami) : Abu Selim (épisode 4)
- David Ricardo-Pearce (VF : Yves Letzelter) : Savitt (épisode 4)
- Mary Higgins (VF : Sarah Barzyk) : Camilla Glover (2 épisodes)

 Source et légende : version française (VF) sur RS Doublage

## Épisodes
1. Feef (Feef)
2. Hugh (Hugh)
3. Priscilla (Priscilla)
4. Rae (Rae)
5. Jackson (Jackson)
6. C'est moi (It's Me)